# Duguetia pycnastera
Duguetia pycnastera este o specie de plante angiosperme din genul Duguetia, familia Annonaceae, descrisă de Noel Yvri Sandwith. Conform Catalogue of Life specia Duguetia pycnastera nu are subspecii cunoscute.